# Niederbronn-les-Bains
Niederbronn-les-Bains (en alsacià Níderbrunn) és un municipi francès, situat a la regió del Gran Est, al departament del Baix Rin. L'any 1999 tenia 4.319 habitants.
Forma part del cantó de Reichshoffen, del districte de Haguenau-Wissembourg i de la Comunitat de comunes del Pays de Niederbronn-les-Bains.

## Demografia
| 1962  | 1968  | 1975  | 1982  | 1990  | 1999  |
| ----- | ----- | ----- | ----- | ----- | ----- |
| 4.069 | 4.401 | 4.455 | 4.446 | 4.372 | 4.319 |

## Administració
| Període   | Identitat        | Partit | Qualitat |  |
| --------- | ---------------- | ------ | -------- |  |
| 1977-1995 | Alfred Pfalzgraf |        |          |  |
| 1995-     | Frédéric Reiss   | UMP    |          |  |

## Personatges il·lustres
- Ernest Münch, músic.
- Pierre Dac, humorista.